# Double Dutch (sport)

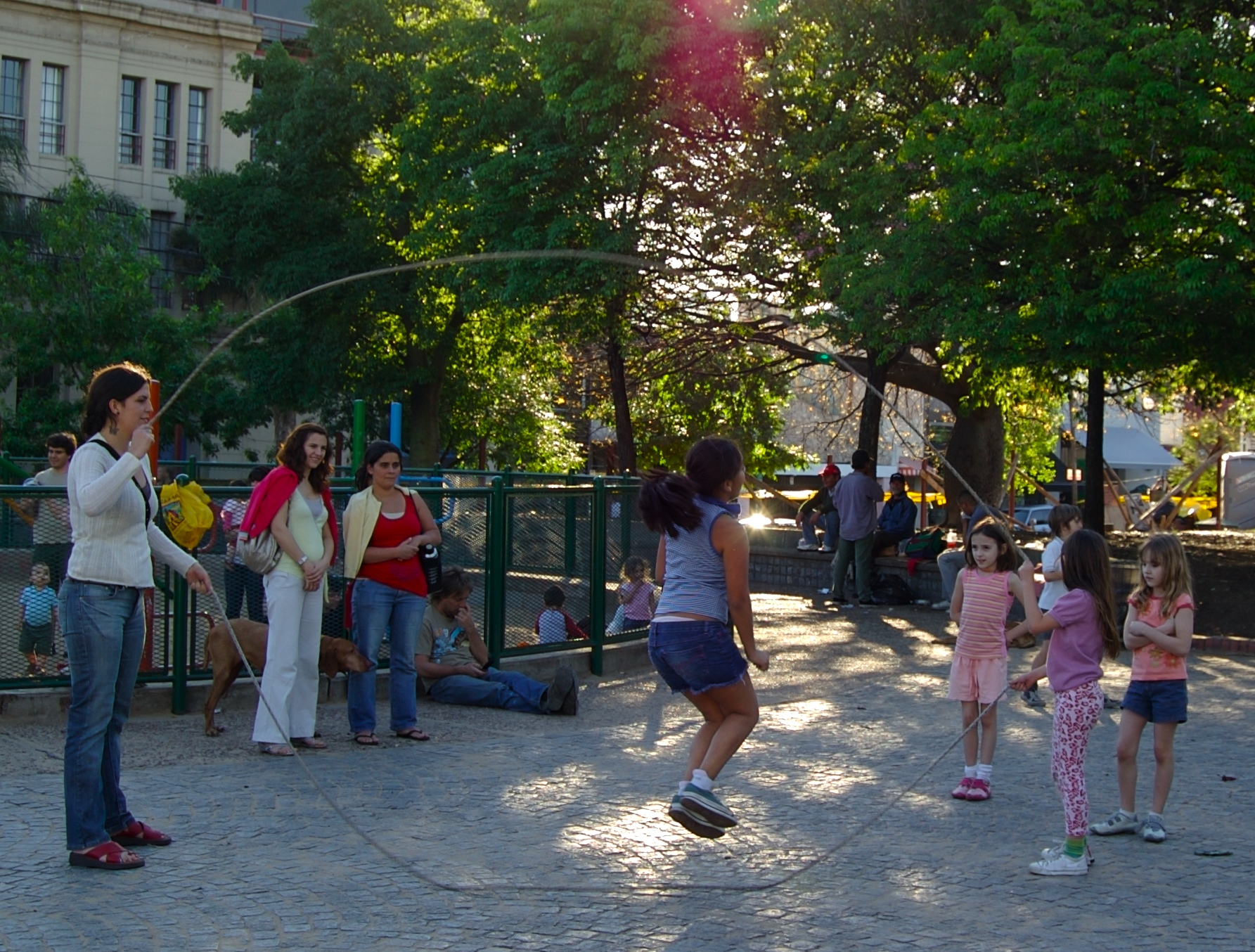
Double Dutch in de praktijk gebracht.

Double Dutch is een vorm van touwtjespringen. Bij Double Dutch heb je twee draaiers die twee touwen tegen elkaar in ronddraaien. In de touwen bevinden zich één of meerdere springers. De naam werd aan deze vorm van touwtjespringen gegeven in de Verenigde Staten.
In 2007 kwam de Disney Channel-film Jump In! uit. Double Dutch is een heel belangrijk onderdeel van de film.
Er worden ook wedstrijden georganiseerd waar teams van over de hele wereld aan mee doen.

## Referentie
1. ↑  Hu, Winnie, "Double Dutch Gets Status in the Schools", The New York Times, 31 juli 2008. Gearchiveerd op 30 mei 2012.